# Estero Los Molles
Estero Los Molles är ett vattendrag i Chile.   Det ligger i regionen Región de Valparaíso, i den centrala delen av landet, 160 km nordväst om huvudstaden Santiago de Chile.
Trakten runt Estero Los Molles består i huvudsak av gräsmarker. Runt Estero Los Molles är det ganska glesbefolkat, med 23 invånare per kvadratkilometer.